# Saint-Victor-sur-Avre
Saint-Victor-sur-Avre és un municipi francès situat al departament de l'Eure i a la regió de Normandia. L'any 2007 tenia 64 habitants.

## Demografia

### Població
El 2007 la població de fet de Saint-Victor-sur-Avre era de 64 persones. Hi havia 16 famílies de les quals 8 eren parelles sense fills i 8 parelles amb fills.
La població ha evolucionat segons el següent gràfic:
Habitants censats

### Habitatges
El 2007 hi havia 29 habitatges, 22 eren l'habitatge principal de la família, 6 eren segones residències i 1 estava desocupat. Tots els 29 habitatges eren cases. Dels 22 habitatges principals, 19 estaven ocupats pels seus propietaris i 3 estaven llogats i ocupats pels llogaters; 1 tenia dues cambres, 6 en tenien quatre i 15 en tenien cinc o més. 16 habitatges disposaven pel capbaix d'una plaça de pàrquing. A 11 habitatges hi havia un automòbil i a 10 n'hi havia dos o més.

### Piràmide de població
La piràmide de població per edats i sexe el 2009 era:
| Homes | Edats   | Dones |
| ----- | ------- | ----- |
| 0     | 95 o +  | 0     |
| 0     | 90 a 94 | 0     |
| 0     | 85 a 89 | 0     |
| 0     | 80 a 84 | 0     |
| 0     | 75 a 79 | 0     |
| 4     | 70 a 74 | 0     |
| 0     | 65 a 69 | 0     |
| 4     | 60 a 64 | 8     |
| 0     | 55 a 59 | 0     |
| 4     | 50 a 54 | 0     |
| 8     | 45 a 49 | 4     |
| 4     | 40 a 44 | 12    |
| 0     | 35 a 39 | 0     |
| 4     | 30 a 34 | 0     |
| 0     | 25 a 29 | 0     |
| 8     | 20 a 24 | 4     |
| 4     | 15 a 19 | 4     |
| 0     | 10 a 14 | 0     |
| 4     | 5 a 9   | 0     |
| 4     | 0 a 4   | 0     |

## Economia
El 2007 la població en edat de treballar era de 40 persones, 31 eren actives i 9 eren inactives. De les 31 persones actives 26 estaven ocupades (15 homes i 11 dones) i 6 estaven aturades (5 homes i 1 dona). De les 9 persones inactives 2 estaven jubilades, 4 estaven estudiant i 3 estaven classificades com a «altres inactius».
Activitats econòmiques
Dels 2 establiments que hi havia el 2007, 1 era d'una empresa de comerç i reparació d'automòbils i 1 d'una empresa classificada com a «altres activitats de serveis».
L'any 2000 a Saint-Victor-sur-Avre hi havia 7 explotacions agrícoles que ocupaven un total de 564 hectàrees.

## Poblacions properes
El següent diagrama mostra les poblacions més properes.